# Pantophthalmus subsignatus
Pantophthalmus subsignatus är en tvåvingeart som först beskrevs av Günther Enderlein 1931. Pantophthalmus subsignatus ingår i släktet Pantophthalmus och familjen Pantophthalmidae.
Artens utbredningsområde är Panama. Inga underarter finns listade i Catalogue of Life.